# Trawden Brook
Der Trawden Brook ist ein ungefähr fünfeinhalb Kilometer langer Wasserlauf in Lancashire, England. Er entsteht an der Nordseite des Boulsworth Hill nördlich des Lad Law aus dem Zusammenfluss zweier unbenannter Zuflüsse. Er fließt in nördlicher Richtung an der westlichen Seite von Trawden und mündet nördlich des Ortes von links in das Colne Water. 